# Loy Petersen
Loy M. Petersen (Anaheim, 26 luglio 1945) è un ex cestista statunitense, professionista nella NBA.

## Carriera
Venne selezionato dai Baltimore Bullets al diciassettesimo giro del Draft NBA 1967 (157ª scelta assoluta) e dai Chicago Bulls al secondo giro del Draft NBA 1968 (17ª scelta assoluta).